# 76 mm armata polowa wz. 1902
76 mm armata polowa wz. 1902 (ros. полевая пушка образца 1902 года – polewaja puszka obrazca 1902 goda) – rosyjska armata polowa kalibru 76,2 mm z okresu sprzed I wojny światowej, standardowa rosyjska armata polowa z okresu tej wojny, używana jeszcze podczas II wojny światowej. Pierwotnie oznaczana była w Rosji jako armata 3-calowa, po rewolucji kaliber podawano w milimetrach.
Konstrukcja jej była częściowo wzorowana na rewolucyjnym dziale francuskim 75 mm wz. 1897. Produkowana była w zakładach Putiłowskich w Petersburgu z niewielkimi zmianami do lat dwudziestych, a jej rozwinięcie stanowiła armata wz. 1902/30. Kaliber ok. 75 mm do II wojny światowej był uważany za najbardziej uniwersalny i powszechnie stosowany w armatach polowych większości państw.

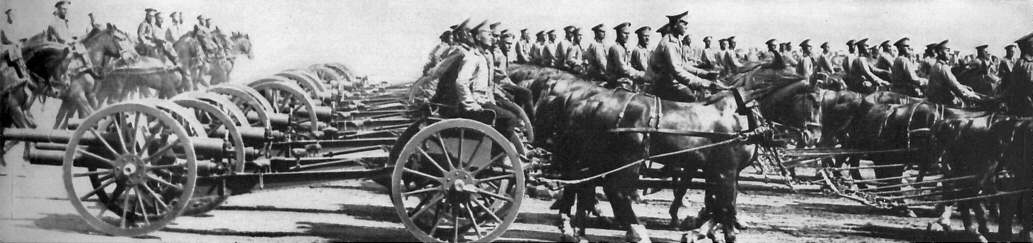
Rosyjska armata kalibru 76.2 mm wz. 1902 poprzedzona przodkiem

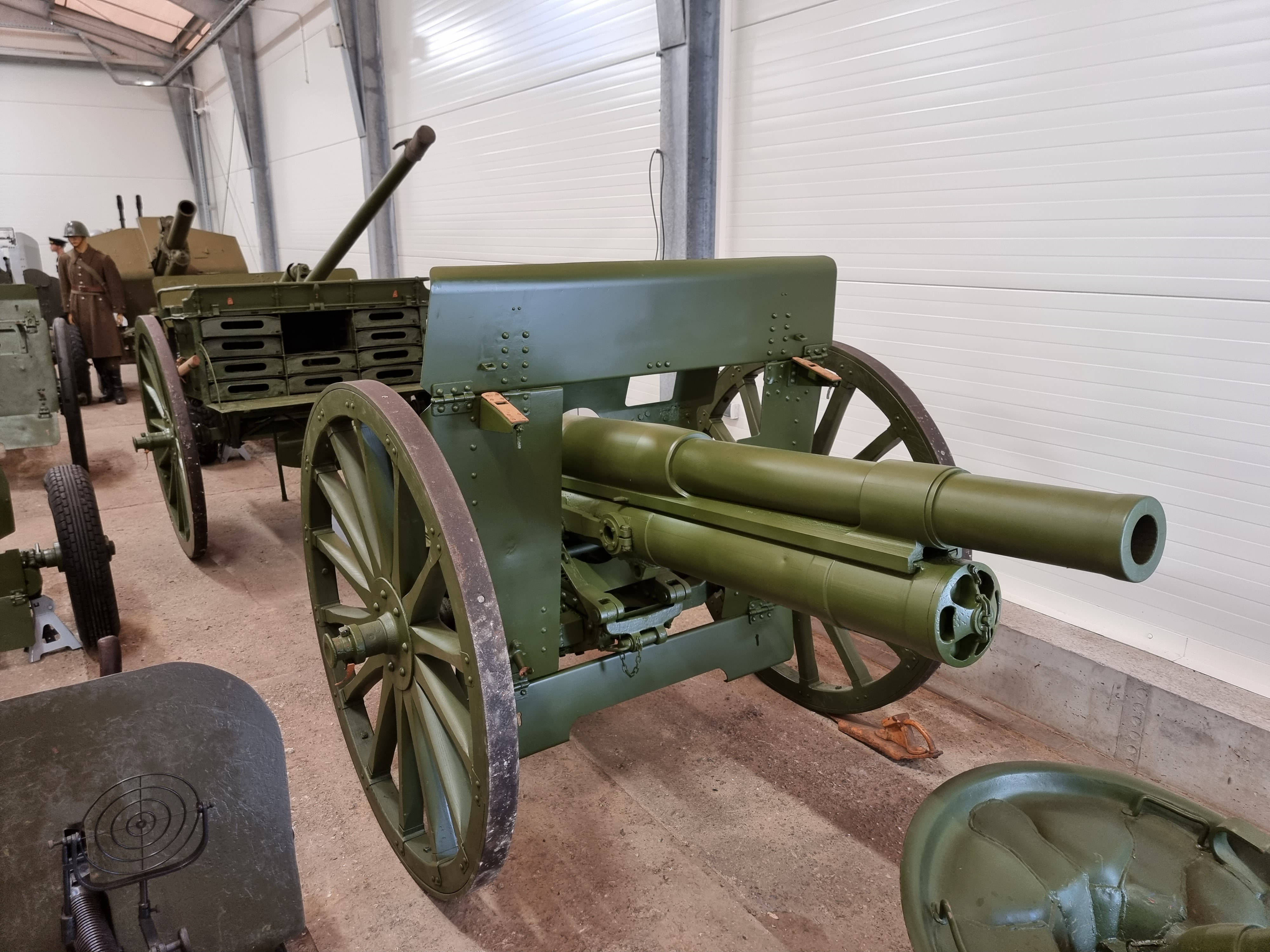
Armata dywizyjna wz. 1902/30 kal. 76,2 mm z przodkiem, eksponowana w Parku Militarnym Muzeum Wojska w Białymstoku

Wojsko Polskie używało co najmniej kilkuset armat tego typu od roku 1918. W ramach ujednolicenia amunicji z francuskimi armatami 75 mm wz. 1897 większość z nich w 1926 roku została przekalibrowana (przez włożenie „koszulki”) na 75 mm i otrzymała nazwę wz. 02/26, a ponadto w latach dwudziestych ponad 100 z nich wymieniono z Rumunami na armaty francuskie.
Jednak z powodu zapasów amunicji kal. 76,2 mm części z armat nie przekalibrowywano – w sierpniu 1939 roku pozostało ich 89. Armaty te występowały powszechnie pod gwarową nazwą „armata prawosławna”. W 1939 utworzono z nich 22 dwudziałowe plutony artylerii pozycyjnej, które następnie wzięły udział w walkach:
- nr 11: Armia „Modlin” – Różan
- nr 12: Armia „Modlin” – Pułtusk
- nr 13 i 14: Armia „Modlin” – twierdza Modlin
- nr 15 i 16: SGO „Narew” – Wizna
- nr 31–35: Obszar Warowny „Grodno”
- nr 36–38: SGO „Narew” – Osowiec
- nr 51 i 52: Armia „Karpaty” – pododcinek „Nowy Sącz”
- nr 53 i 54: Armia „Kraków” – 21 Dywizja Piechoty Górskiej
- nr 55 i 56: Armia „Kraków” – pododcinek „Sucha”
- nr 57 i 58: Armia „Kraków” – Obszar Warowny „Śląsk” (batalion forteczny "Mikołów")
- nr 111: Lądowa Obrona Wybrzeża (pierwotnie trzydziałowy)

Jedna armata, pierwotnie należąca do 111. plutonu, stanowiła uzbrojenie Wojskowej Składnicy Tranzytowej na Westerplatte. Ponadto w czasie działań wojennych utworzono niewielką liczbę improwizowanych pododdziałów artylerii wyposażonych w armaty tego typu.